# Ferrières-les-Bois
Ferrières-les-Bois – miejscowość i gmina we Francji, w regionie Burgundia-Franche-Comté, w departamencie Doubs.
Według danych na rok 1990 gminę zamieszkiwało 249 osób, a gęstość zaludnienia wynosiła 60 osób/km² (wśród 1786 gmin Franche-Comté Ferrières-les-Bois plasuje się na 499. miejscu pod względem liczby ludności, natomiast pod względem powierzchni na miejscu 872.).